# Марианская кряква
Марианская кряква (лат. Anas oustaleti) — сомнительный вид вымерших птиц из рода речных уток семейства утиных (Anatidae). Эндемик Марианских островов.

## Систематика

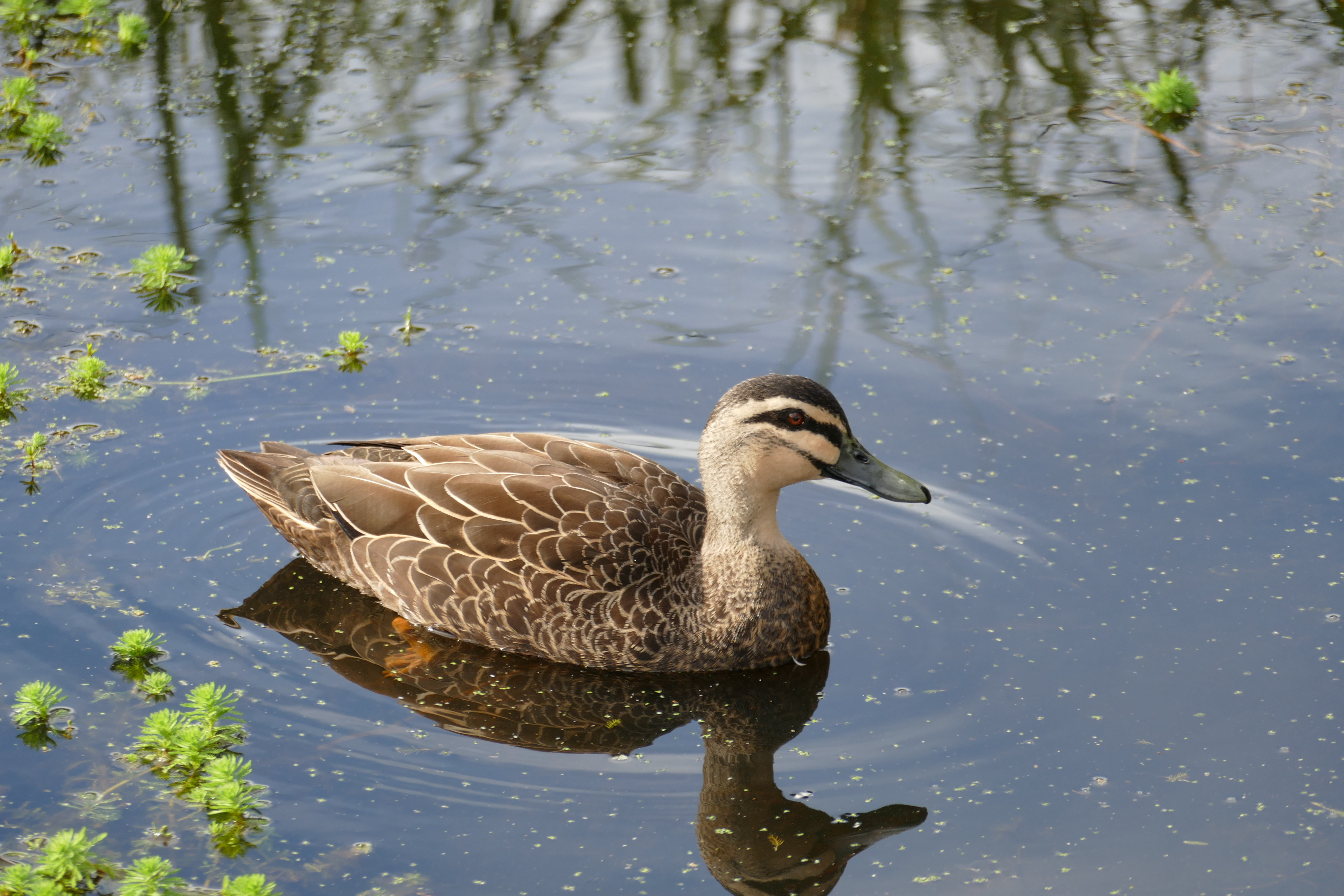
Серая кряква

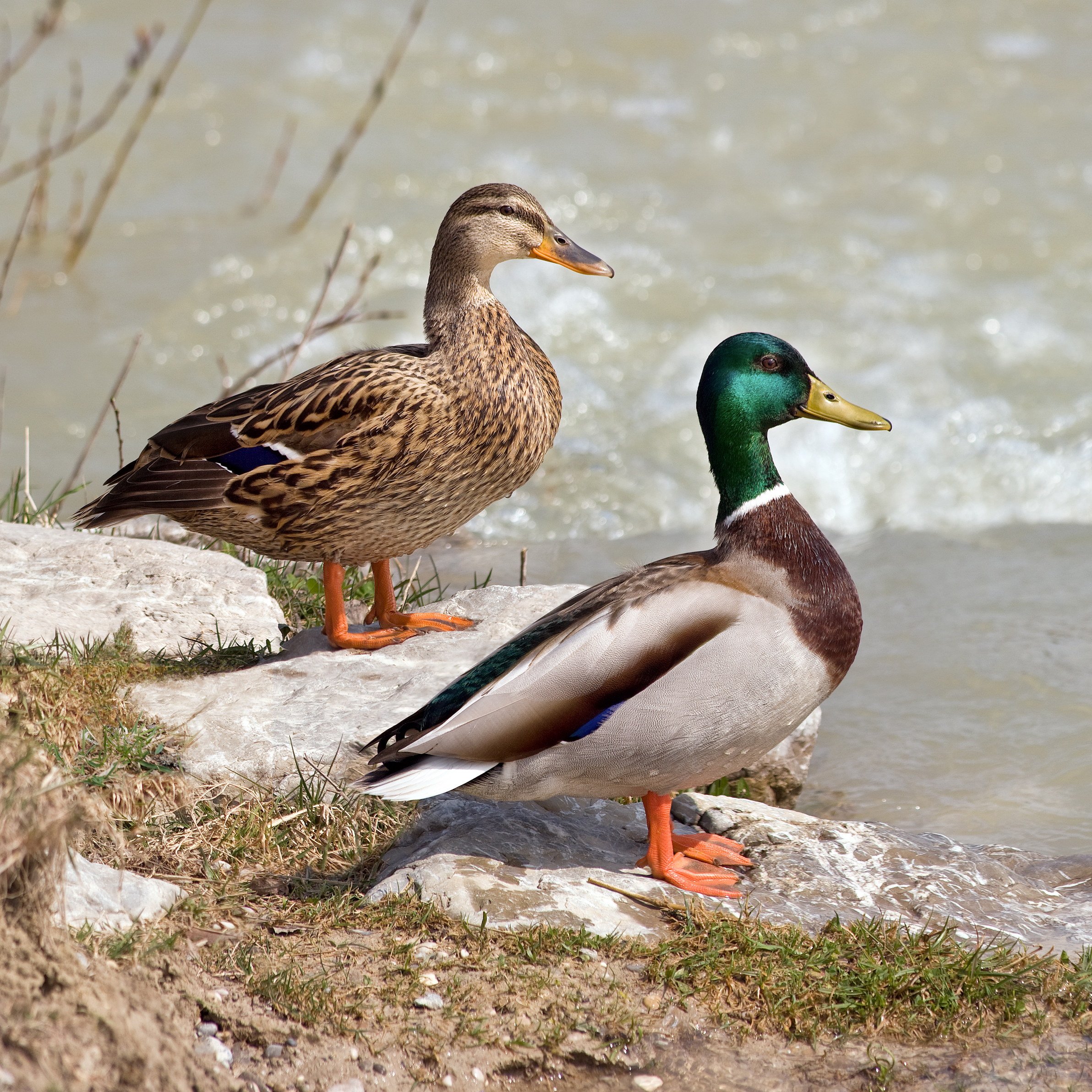
Кряква

Ранг и статус таксона является спорным, поскольку птицы обладали признаками обыкновенной (Anas platyrhynchos) и серой кряквы (Anas superciliosa) — аллопатрических видов, которые часто образуют межвидовые гибриды. Самцы марианской кряквы имели две взаимосвязанные цветовые морфы, называемые типами «platyrhynchos» и «superciliosa» аналогично видам, на которые они больше походили по своим морфологическим признакам. Первая из морф впервые была описана Томмазо Сальвадори как самостоятельный вид рода Anas. Видовое название было дано в честь собравшего его первый экземпляр французского зоолога Эмиля Устале (Jean-Frédéric Émile Oustalet 1844—1905). Сальвадори предположил, что таксон связан с серой кряквой.
После Сальвадори большинство таксономистов считали таксон подвидом обыкновенной кряквы. Японский орнитолог Ямасина Ёсимаро в 1948 году исследовал образцы данных птиц в музеях Японии и пришёл к выводу, что марианская кряква является примером гибридного видообразования и происходит от скрещивания обыкновенной кряквы и палаванского подвида серой кряквы (Anas superciliosa pelewensis, artlaub & Finsch, 1872). Тем не менее, для подтверждения этой гипотезы доступные молекулярные генетические данные отсутствуют. Некоторые ученые, такие как американский орнитолог Жан Делакур (Jean Théodore Delacour), считали марианскую крякву простым гибридом, поэтому она отсутствовала в четырёхтомной монографии Делакура, посещённой уткам.
Марианские кряквы и их виды-предшественники не известны в ископаемом виде на Марианских островах, ставя под сомнение предположение о том, что популяция серых крякв длительное время существовала на островах. Однако большинство скальных укрытий и пещер, где могли сохранить субфоссильные останки уток, на Марианских островах были уничтожены в битве за Гуам в 1944 году. Нелетающий вид уток, известный по ископаемой кости, обнаруженной на Роте в 1994 году, по-видимому, не был родственно тесно связан с марианской кряквой.

## Описание

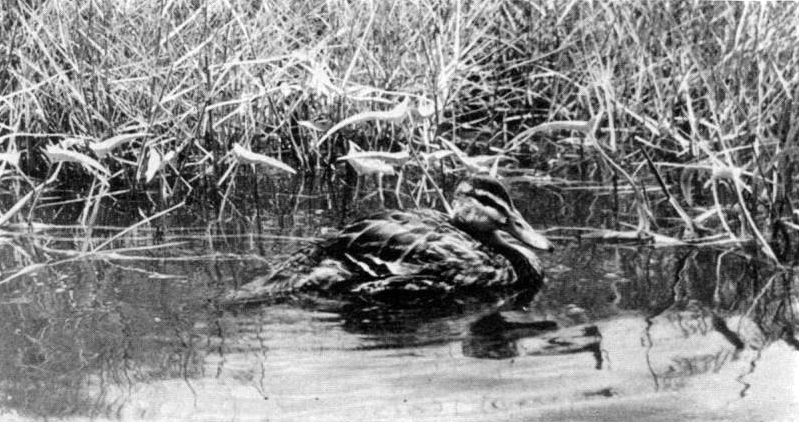
Фотография 1949 года

Относительно крупная, коренастая речная утка с большой головой и коротким хвостом. Длина 51—56 см при массе тела около 1 кг. Существовало две взаимосвязанные цветовые морфы самцов: — platyrhynchos и superciliosa. В брачном оперении селезень формы platyrhynchos имел тёмно-зелёную голову и шею (менее блестящую чем у самцов обыкновенной крыквы), с несколькими темно-коричневыми перьями по бокам головы. Зелёное поле на шее заканчивалось узким белым «ошейником». Верхняя часть груди была тёмно-каштаново-коричневой либо шоколадно-коричневой с черновато-коричневыми пятнами. Крылья сверху с ярким сине-фиолетовым с белыми каёмками «зеркалом». На хвосте имелся чёрный завиток, образованный средними рулевыми. Остальные перья хвоста прямые, имеют светло-серый окрас. Брюшная часть тела по окраске совмещала буровато-серое оперение обыкновенной кряквы с коричневыми перьями, как у серой кряквы. Ноги оранжево-красные с более тёмными перепонками. Радужина коричневого цвета. Самец формы superciliosa окраской напоминал селезня серой кряквы с менее отчётливо выраженными тёмными штрихами на голове. Нижняя часть тела была светлее. «Зеркало» обычно было как палаванского подвида серой кряквы, как минимум у двух добытых экземпляров имелось зелёное «зеркало», как у серой кряквы. Самка марианской кряквы напоминала тёмно-окрашенную самку обыкновенной формы с оранжевыми ногами.

## Ареал
Эндемик Марианских островов в Тихом океане — вид обитал всего на трёх небольших островах: Сайпан, Тиниан и Гуам.

## Биология
Марианская кряква обитала на водно-болотных угодьях, главным образом на внутренней части островов, но иногда также встречалась и в прибрежных районах. На Гуаме вид был наиболее распространён в долине реки Талофофо, на Тиниане — на озере Хагой и озере Макпо (до того, как оно было осушено и превратилось в болото Макпо), и на Сайпане — в лагуне Гарпан и на озере Сусупе. Птицы предпочитали водоёмы с обильной водной растительностью — зарослями папоротника Acrostichum aureum и тростников Scirpus, Cyperus и Phragmites.
Обычно птицы встречались парами или небольшими стаями, но в основных местах обитания встречались более крупные группы до 50-60 птиц. Птицы вели оседлый образ жизни. Данные о рационе и особенностях размножения не исследовались, но, маловероятно, чтобы они значительно отличались от близких видов. Марианская кряква питалась водными растениями, беспозвоночными и мелкими позвоночными.
Размножение было зарегистрировано с января по июль, с пиком в июне-июле (в конце сухого сезона). Кладка с 7-12 бледно-серо-зелёных овальных яиц размерами примерно 6,16х3,89 см. Инкубационный период продолжалась около 28 дней, самцы не принимали участия в насиживании яиц и не заботились о птенцах.

## Вымирание
Вымирание произошло из-за неконтролируемой охоты и осушения водно-болотных угодий для сельскохозяйственных нужд и строительства. Поголовье птиц существенно сократилось в годы Второй мировой войны. Последняя встреча с марианской кряквой в дикой природе на Тиниане была зарегистрирована в 1974 году — это была единичная птица. Последний раз на острове Гуам марианских крякв (двух самцов и самку) наблюдали в 1979 году, а в 1981 году скончались особи, содержащиеся в зоопарке «Водный мир» в Сан-Диего (США), где попытки их размножения не увенчались успехом.